# Parti communiste sud-ossète
Le Parti communiste sud-ossète (ossète : Хуссар Ирыстоны Коммунистон парти, russe : Коммунистическая партия Южной Осетии), est un parti politique communiste d'Ossétie du Sud, une république indépendantiste partiellement reconnue du Caucase, considérée par la plupart des pays comme membre de la Géorgie. Le parti fut fondé en 1993. En 2004, le parti comptait 1 500 membres. Le parti cherche la reconnaissance de la République d'Ossétie du Sud.
Le parti est mené par Stanislav Kochiev (en),, qui est aussi un député et un des orateurs du Parlement de l'Ossétie du Sud. Yulia Tekhova est la député secrétaire du parti.
Le parti est affilié à l'Union des partis communistes - Parti communiste de l'Union soviétique,.

## Historique
Lors de l'élection législative de 1994, le parti reçu 19 des 36 sièges disponible.
Lors de l'élection présidentielle de 2001, Kochiev reçu 24 % des votes au premier tour et 40 % lors du second, il arriva deuxième derrière Edouard Kokoïty.
Lors des élections de mai 2004 (en), le parti reçu 27,4 % des votes et 4 des 36 sièges disponibles.
Lors de l'élection présidentielle de 2006, le parti soutint la candidature d'Edouard Kokoïty. Cependant, il déclara qu'ils n'approuvait pas toutes ses décisions.

## Résultats électoraux

### Législatives
| Élection  | Sièges | ± | Voix   | %       | Résultat       |
| --------- | ------ | - | ------ | ------- | -------------- |
| 2004 (en) | 4      |   |        | 27,4 %  | Opposition     |
| 2009      | 8      | 4 | 10,194 | 22,22 % | Opposition     |
| 2014      | 0      | 8 | 890    | 4,39 %  | Non-représenté |
| 2019      | 1      | 1 | 1,622  | 7,29 %  | Opposition     |